# 格氏麗鱂
格氏麗鱂，為輻鰭魚綱鯉齒目鰕鱂亞目鰕鱂科的其中一種，為熱帶淡水魚，分布於非洲甘比亞至獅子山東南部淡水流域，體長可達5公分，棲息在沿岸森林、草原覆蓋的溪流底中層水域，生活習性不明，可作為觀賞魚。

## 擴展閱讀
維基物種上的相關：格氏麗鱂